# Radnice v Bělé pod Bezdězem

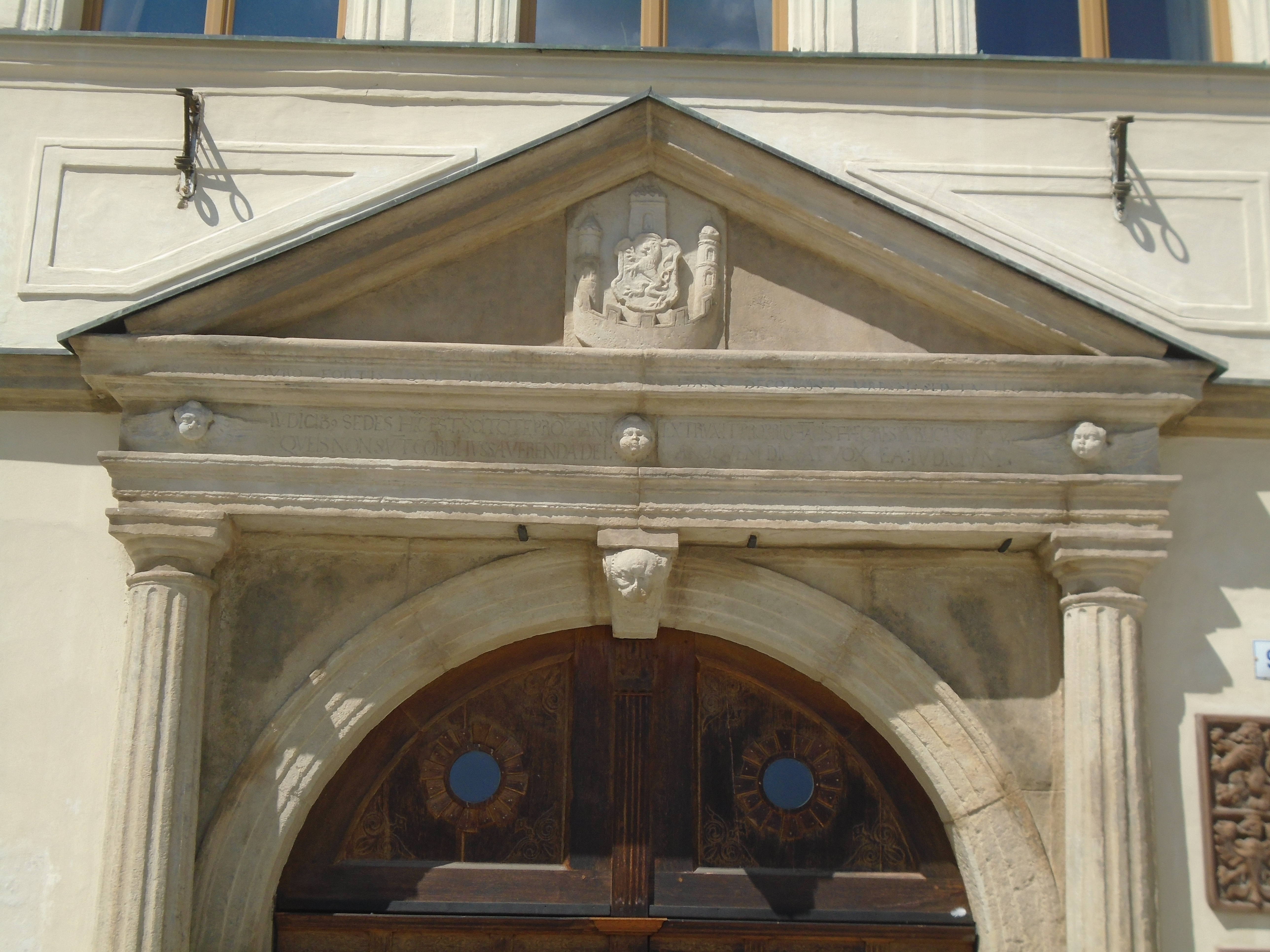
Nápis na portálu

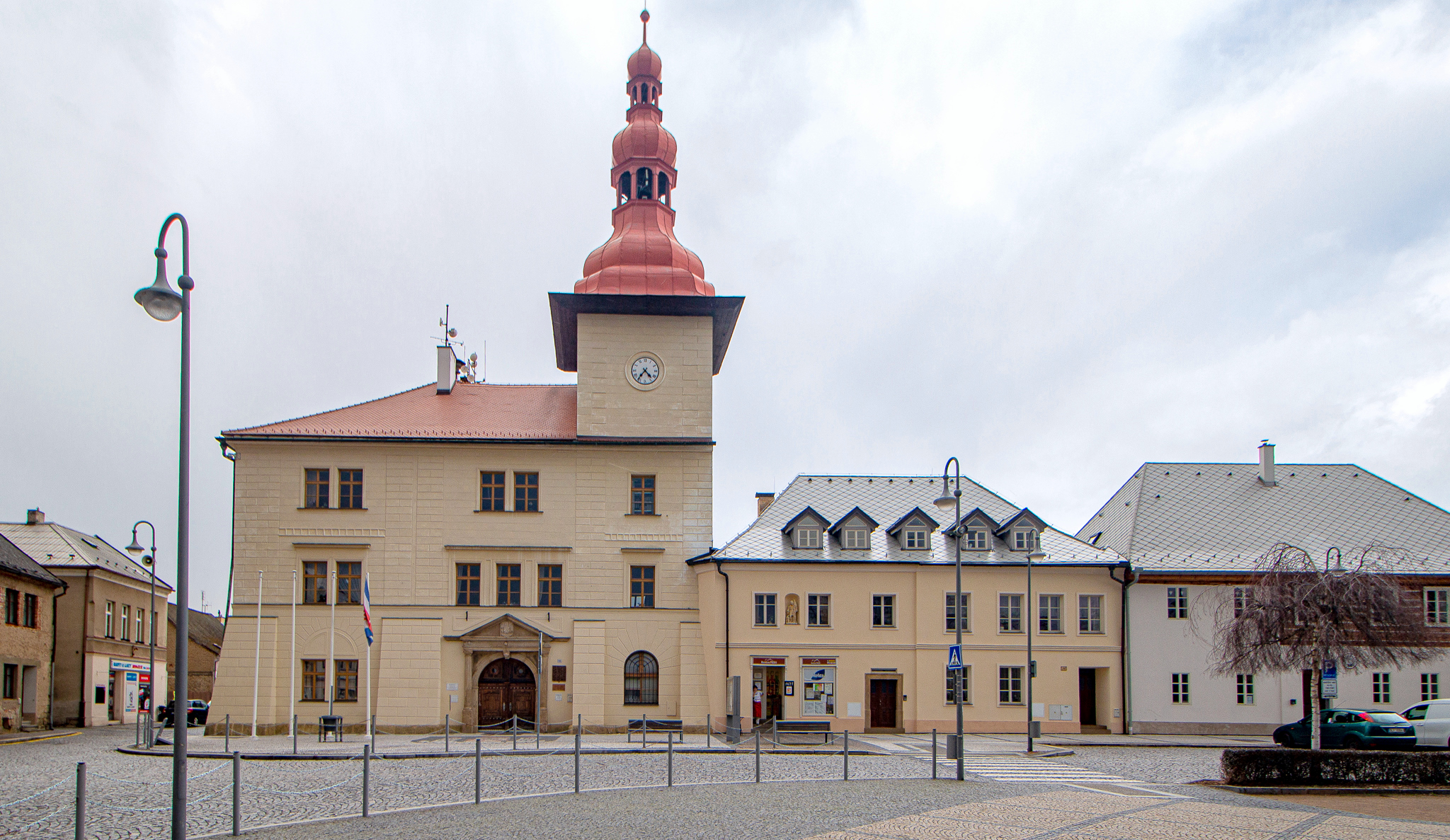
Budova radnice. Pohled z náměstí. Stav 2023.

Radnice v Bělé pod Bezdězem je původně renesanční budova, přestavěná v 19. století, nacházející se v jihozápadním nároží Masarykova náměstí. Budova je od roku 1958 památkově chráněná.

## Historie
Do roku 1593 zřejmě nebyla v Bělé pod Bezdězem zvláštní radní budova, a právní jednání se odehrávala v domě purkmistra. Z roku 1583 sice existuje první zmínka o „obecním domu“, na který měly být z věže farního chrámu přeneseny věžní hodiny, ale kde tento dům stál, nebo zda plnil účel radní budovy, není známo.
První konkrétní záznam o radničním domě pochází z roku 1593, kdy panství držel Aleš Berka z Dubé. Jednalo se o dřevěný dům zakoupený obcí od mlynáře Kutila. Tento dům byl roku 1613, tedy v době, kdy bylo panství v držení Bohuchvala Berky z Dubé, zbořen, a na jeho místě byla postavena jednopatrová kamenná renesanční budova s věží. Současně s radnicí byla v jejím dvoře postavena i šatlava. Roku 1675 byla na témže místě postavená nová šatlava, která vyhořela roku 1815. Součástí radnice byly i dva hostince, ve kterých se i hrálo divadlo. O budovu se staral hospodář, kterému byla vyčleněna světnice a dvě komory v přízemí. Ten měl na starosti i chod hospody v budově. Hospoda zde byla umístěna až do přestavby v roce 1850.
V roce 1848 při zřizování okresních soudů proběhlo na radnici jednání o stavbě budovy pro okresní soud. Bylo rozhodnuto, že za tímto účelem bude k radnici přistavěno druhé patro. Roku 1849 byl schválen plán k přestavbě. Rozpočet na přestavbu činil 11 510 zlatých a 30 krejcarů a stavba byla zadána zednickému mistru Štěpánkovi z Mladé Boleslavi. Roku 1851 byla přestavěná budova převzata k užívání.
Roku 1908 byly na věž umístěny nové hodiny.

## Popis

### Původní renesanční stavba
Renesanční jednopatrová stavba z roku 1613 měla mohutnou věž s dřevěným ochozem (odstraněn 1802) a cibulovitou šindelem krytou bání s kovovou makovicí. Směrem do náměstí měla budova, jak je patrné ještě z plánu města z roku 1797, 2 vysoké štíty a menší věžičku v rohu. Mezi okny v prvním patře se nacházely sgrafity zobrazující alegorie Spravedlnosti, Víry, Moudrosti a Lásky, které byly zabíleny roku 1802.

### Portál
Původní portál z roku 1613 si zachoval svou podobu. Tympanon nad vchodem je nesený dvěma toskánskými sloupy. V něm je umístěna plastika městského znaku a na římse nápis:
TVRRES CVM MVRO FORTIS QVE FIGVRA LEONIS -

HANC DECORANT VRBEM SED TV LEO

CHRISTE GAVDENS

Na vlysu mezi třemi okřídlenými hlavičkami nápis pokračuje:
IVDICIBVS SEDES HIC EST SCITOTE PROPHANI -

QVEIS NON SV̄T CORDI IVSSA VERENDA DEI -

EXTRVXIT PROPRIO HĀC ISTHAEC RESPVBLICA

SV̄PTV - AN̄O QVEM DICTAT VOX EA IVDICIVM

V překladu do češtiny: „Věže s hradbou a obraz udatného lva zdobí toto město, ale ty, lve Kriste, řiď je. Zde sídlo je soudců, vězte to bezbožníci, jejichž srdce nemají v úctě zákonů božích. Vystavěno nákladem obce v roce, jenž značí soud – IVDICIVM – 1613“. 

Další zajímavostí radničního portálu je jeho podobnost s portálem kuřívodského zámku (shodné toskánské sloupy a tři okřídlené andělské hlavičky), který byl Bohuchvalem Berkou z Dubé kolem roku 1600 přestavěn z tvrze. Je tedy pravděpodobné, že tyto dvě stavby probíhající současně a na stejném panství jsou dílem jednoho stavitele, snad italského architekta Martina Ruvianiho.

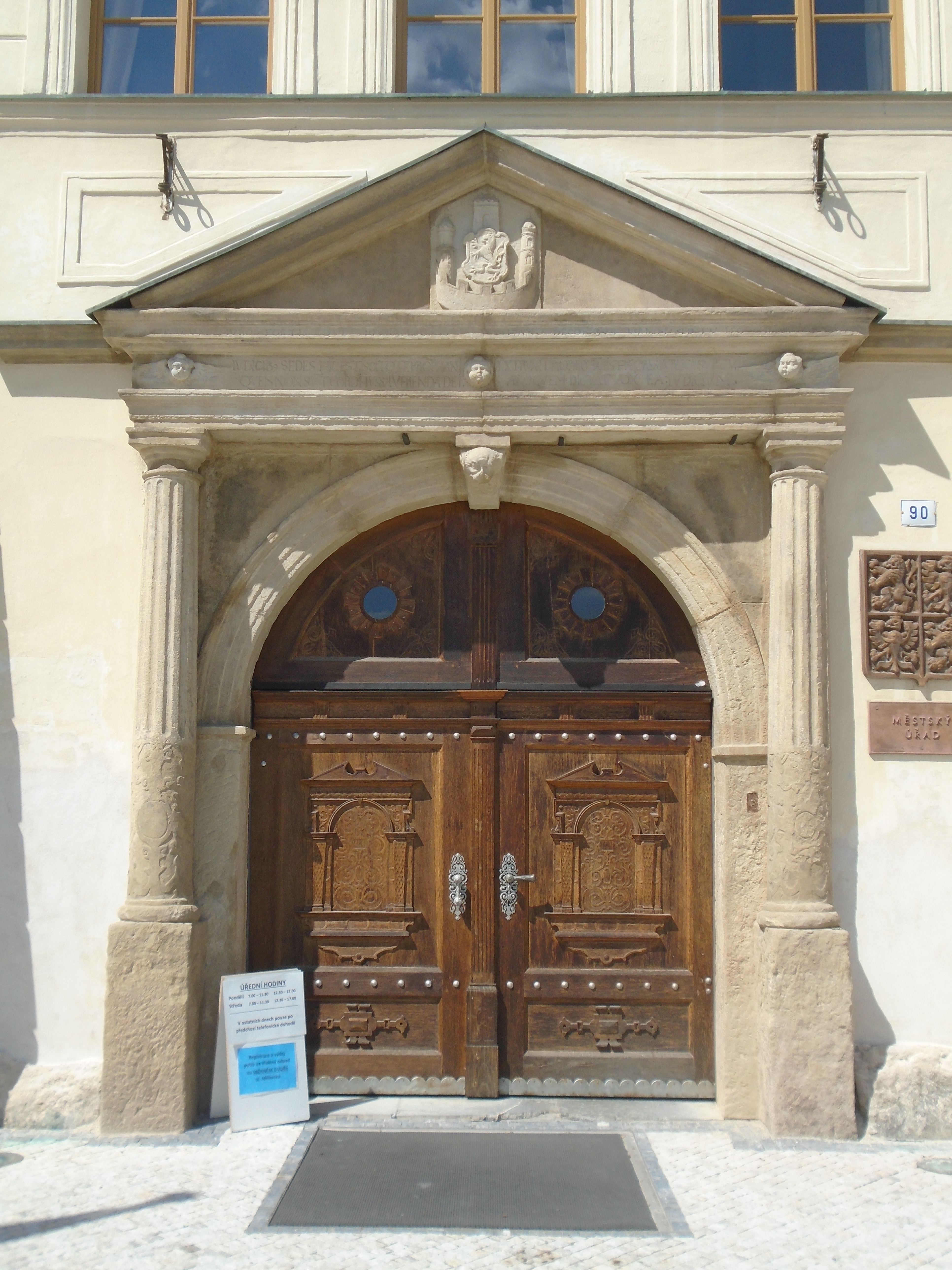
Portál radnice v Bělé
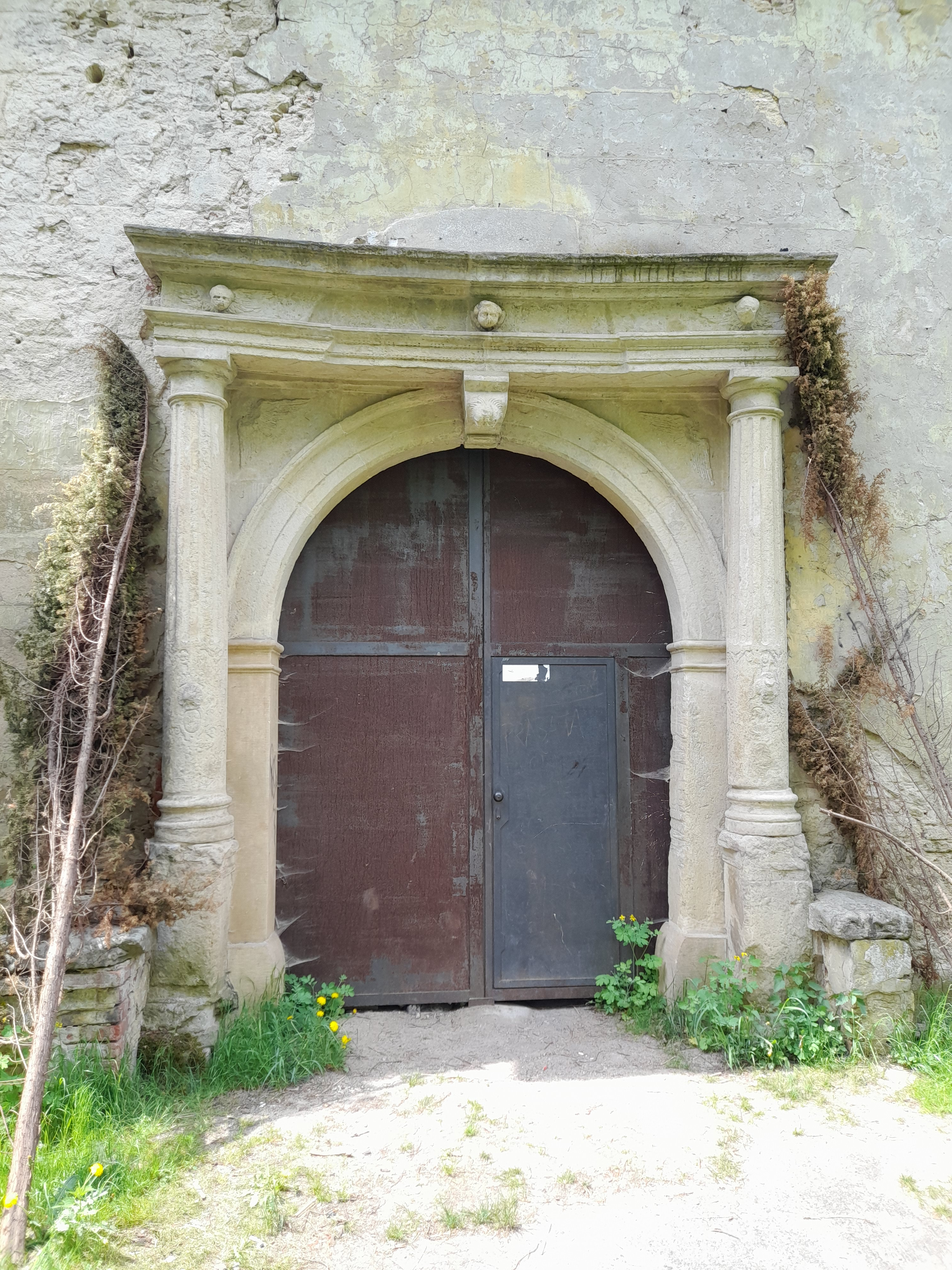
Portál zámku v Kuřívodech

### Přestavba roku 1850
Během této přestavby byly při přepatrování budovy strženy renesanční vysoké štíty směřující do náměstí. Snesena byla i věžička na nároží. Přízemí a nové patro bylo odděleno pásovou římsou. Pro účely okresního soudu byla na místě šatlavy vyhořelé roku 1815 postavena nová okresní věznice.

### Přestavba roku 1930
Jedna z posledních významných přestaveb proběhla roku 1930. Stavba byla zadána bělskému staviteli Josefu Šebkovi. V rámci ní byl opraven krov věže. Nejpozději v roce 1930 byla do vstupního portálu instalována pseudorenesanční vrata, které navrhl bělský spisovatel František Zuman a vyřezal František Pavlíček. Vrata byla v roce 2020 restaurována.

### Věž
Radniční věž uzavírá severní stranu budovy. V patře věže vyčnívající nad střechu radnice jsou umístěny hodiny. Věž je kryta plechovou střechou, dole čtyřbokou, na níž sedí tři cibulovité báně nad sebou kryjící dvě lucerny. Ve spodní lucerně jsou umístěny cymbály hodinového stroje. Nad vrchní lucernou je umístěna makovice a praporec.

### Český loket
U vstupní brány do radnice je na zdi umístěn železný etalon českého lokte, středověké délkové míry používané až do 19. století.